# Teutberga anthracina
Teutberga anthracina är en insektsart som beskrevs av Jacobi 1917. Teutberga anthracina ingår i släktet Teutberga och familjen Derbidae. Inga underarter finns listade i Catalogue of Life.